# Callithrix melanurus
Callithrix melanurus är en primat i släktet silkesapor som förekommer i Sydamerika. Den tillhör undersläktet Mico som ibland godkänns som självständigt släkte.

## Utseende
Arten blir 22 till 24 cm lång (huvud och bål) och har en 31,5 till 34 cm lång svans. Den har huvudsakligen en mörkbrun pälsfärg på ovansidan och en ljusbrun till krämfärgad päls på undersidan och på extremiteternas insida. På huvudets topp förekommer gråbruna hår som blir svartbrun fram till nacken. Ansiktet är bara glest täckt med hår och där förekommer brun hud som är mera gråbrun på kinderna. På axlarna finns en gulbrun till orangebrun mantel. Callithrix melanurus är antagligen nära släkt med Callithrix humeralifera. Båda har en ljus stimma över höften och övre låren. Däremot finns hos Callithrix melanurus inga tydliga tofsar på öronen. Den långa svansen har en svartbrun färg.

## Utbredning och habitat
Denna silkesapa förekommer i västra Brasilien samt i östra Bolivia och i angränsande områden av norra Paraguay. Arten lever i regnskogar som tillhör södra Amazonområdet samt i savannlandskapet Gran Chaco. I landskapet finns även galleriskogar och lövfällande skogar. Skogarna har oftast 20 till 25 meter höga träd med enskilda träd som är 30 meter höga.

## Ekologi
Hannar och honor bildar flockar som vanligen har 6 medlemmar och ibland upp till 14 medlemmar. De äter främst frukter. Dessutom ingår vätskor och naturgummi i födan som hämtas från träd av släktet Diplotropis, från Spondias mombin eller från Sterculia stipulifera. Arten går liksom andra silkesapor på fyra fötter över grenar och den kan göra korta hopp från gren till gren. Mellan två kullar ligger 5,5 till 10 månader och per kull föds allmänt två ungar.
För övrigt är levnadssättet lika som hos andra silkesapor.

## Status
Callithrix melanurus jagas i hela utbredningsområdet och antagligen fångas några ungar för att hålla de som sällskapsdjur. Det påverkar hela beståndet bara marginellt. Arten förekommer i flera nationalparker och andra skyddszoner. Den listas av IUCN som nära hotad (NT).